# Johan Ernst van Nassau-Siegen (1582-1617)
Graaf Johan Ernst van Nassau-Siegen (Slot Siegen, 21 oktober 1582Jul. – Udine, 16/17 september 1617Jul.), Duits: Johann Ernst Graf von Nassau-Siegen (officiële titels: Graf zu Nassau, Katzenelnbogen, Vianden und Diez, Herr zu Beilstein), was sinds 1607 erfgraaf van Nassau-Siegen (een deel van het graafschap Nassau). Hij stamde uit het Huis Nassau-Siegen, een zijtak van de Ottoonse Linie van het Huis Nassau. Hij diende eerst als officier in het Staatse leger en was later generaal in dienst van de Republiek Venetië.

## Biografie
Johan Ernst werd op 21 oktober 1582Jul. op Slot Siegen geboren als de oudste zoon van graaf Johan VII ‘de Middelste’ van Nassau-Siegen en diens eerste echtgenote, gravin Magdalena van Waldeck-Wildungen. Johan Ernst studeerde in 1595 in Kassel, en daarna in Genève. Later verbleef hij bij zijn oom Willem Lodewijk in Leeuwarden.

### In Staatse dienst
Johan Ernst diende sinds 1601 in het Staatse leger onder Maurits van Nassau, waar hij deel nam aan de verdediging van Oostende. Later diende hij als hopman in het regiment van zijn oom Ernst Casimir. Van mei tot juli 1603 nam hij deel aan het buitengewone gezantschap naar Londen om koning Jacobus I van Engeland te feliciteren met diens troonsbestijging, welk gezantschap verder bestond uit Frederik Hendrik van Nassau, raadspensionaris Johan van Oldenbarnevelt, Walraven III van Brederode en de Zeeuwse regent Jacob Valcke. Bij de eerste audiëntie trad er een komisch misverstand op toen Johan Ernst door Jacobus I voor Frederik Hendrik werd aangezien. Johan Ernst werd op 22 september 1603 benoemd tot kapitein. Bij het Beleg van Sluis in 1604 kreeg hij een schot in zijn been. Op 6 mei 1606 werd hij benoemd tot kolonel van het regiment Walen.
Johan Ernst en zijn jongere broers Johan ‘de Jongere’ en Adolf hadden de reputatie gokkers te zijn en een volstrekt ongepaste pracht en praal in hun kleding en voorkomen te vertonen. Hun vader schreef de jonge graven brieven vol vaderlijke vermaningen, waarin hij hen aanmaande zuinig te zijn, omdat hij niet wist wat hij met zijn zorgen en schulden aan moest. In een brief van 8 december 1608 beschouwde hij zelfs het sneuvelen van Adolf als straf van God en vermaande hij beide anderen, die met ‘einem ärgerlichen Leben mit Verschwendung fast allem, was ich in der Welt habe, durch Ehebrechen und Hurerei, Plünderung und Beraubung armer, unschuldiger Leute hoch und niederen Standen’ het graafschap Nassau-Siegen ruïneerden, om een ander, beter, en de naam Nassau waardig, leven te leiden.
Johan Ernst nam in 1610 met Maurits van Nassau deel aan het Beleg van Gulik, waar hij als tweede bevelhebber werd aangesteld. Hij nam in 1615 deel aan de tocht van Frederik Hendrik van Nassau naar de Hanzestad Brunswijk, die in conflict was met hertog Frederik Ulrich van Brunswijk-Wolfenbüttel en door deze werd belegerd. Het Staatse leger trok dwars door neutraal gebied heen – met name het bisdom Münster – om de belegerde stad te ontzetten. Tot een gewapend treffen kwam het niet; toen Frederik Hendrik bij Schlüsselberg aan de Weser arriveerde, brak Frederik Ulrich het beleg op. De vader van Johan Ernst, Johan ‘de Middelste’, wist daarna een overeenkomst tussen de hertog en de stad te sluiten.

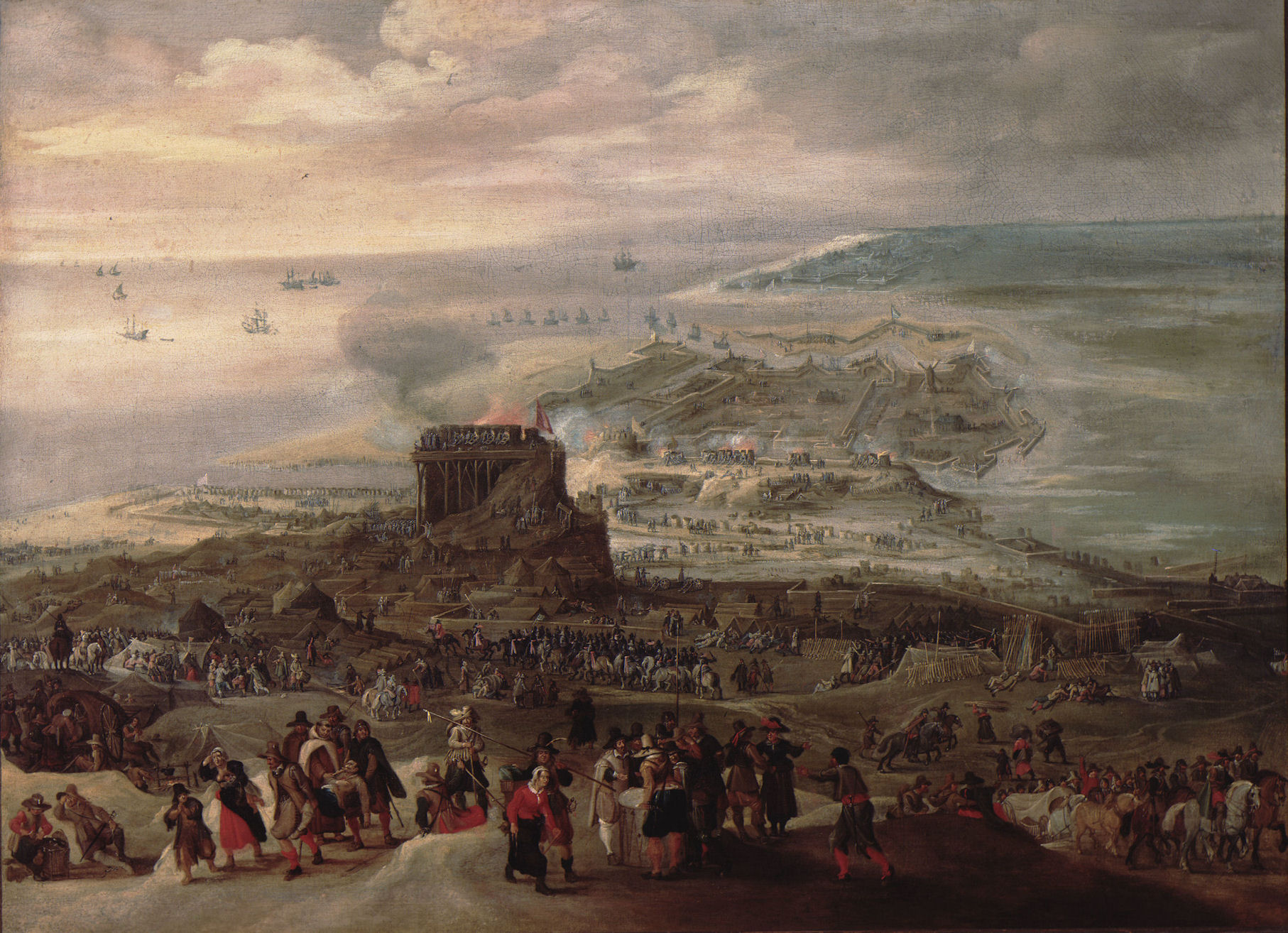
Het Beleg van Oostende (1601-1604).
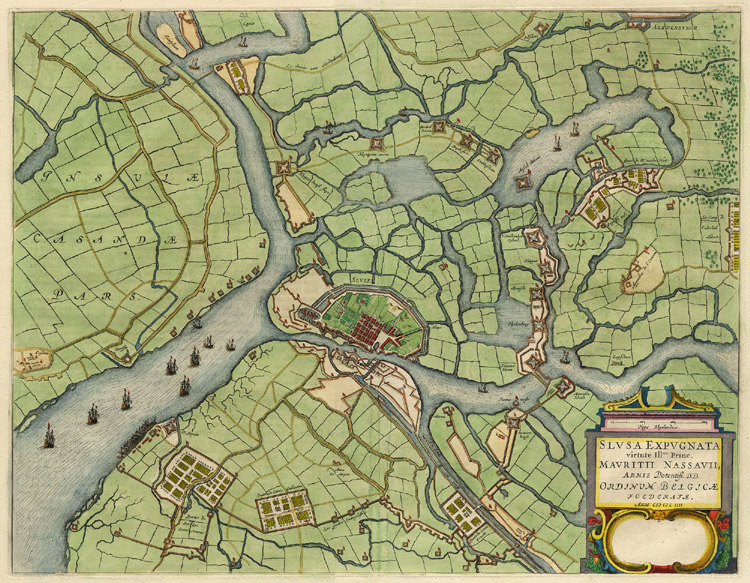
Het Beleg van Sluis (1604).
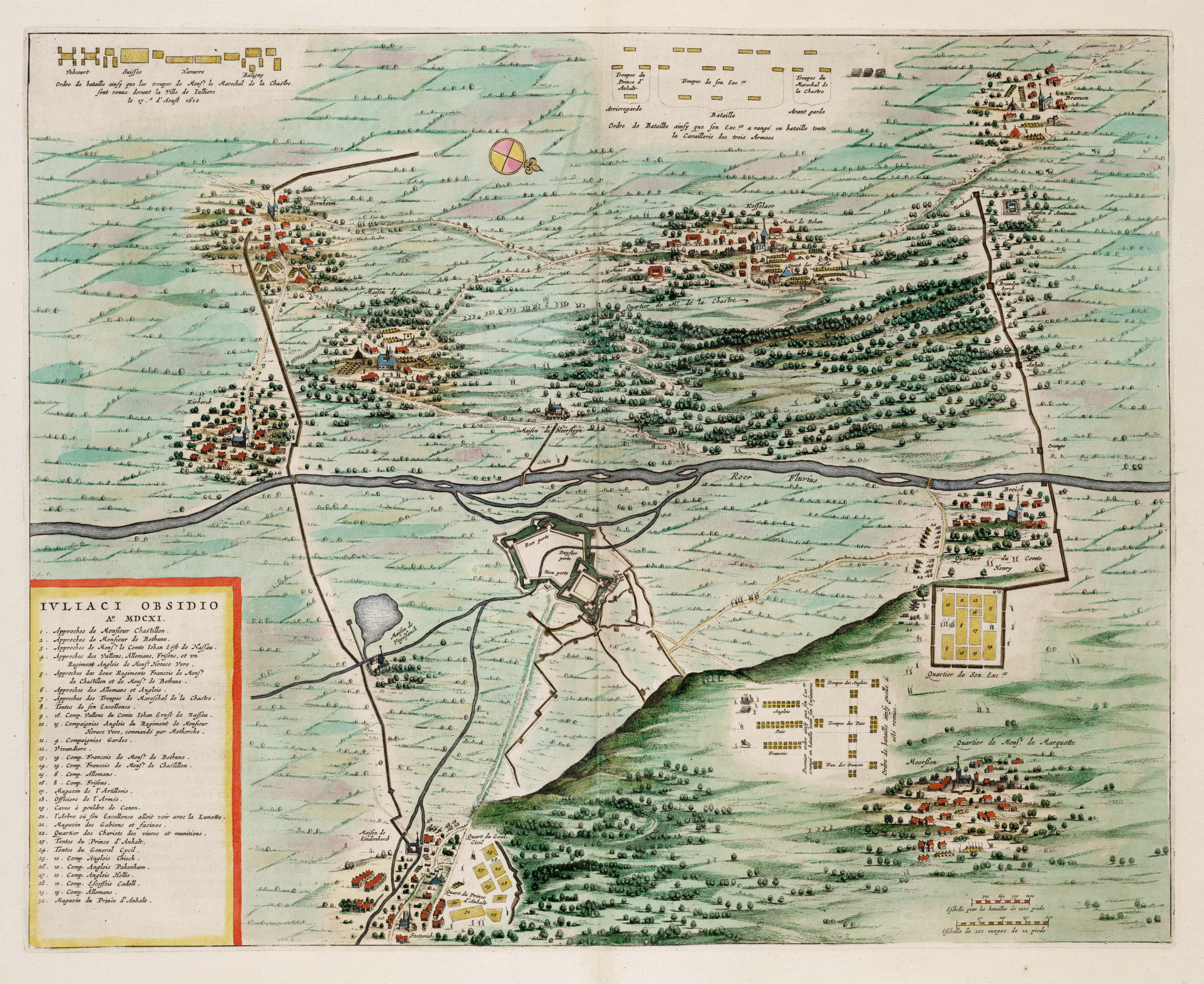
Het Beleg van Gulik (1610).
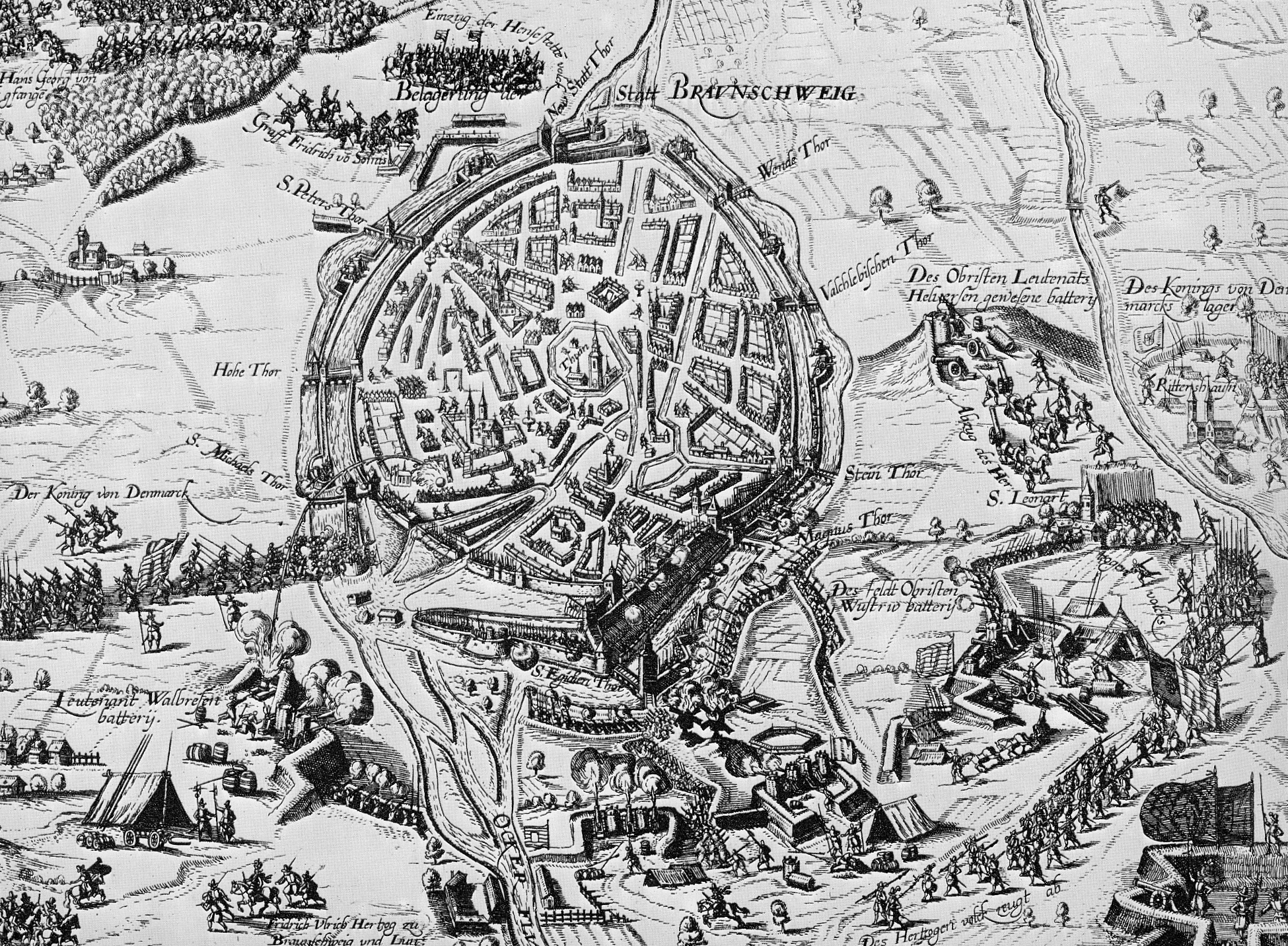
Het Beleg van Brunswijk (1615).

### Erfgraaf van Nassau-Siegen

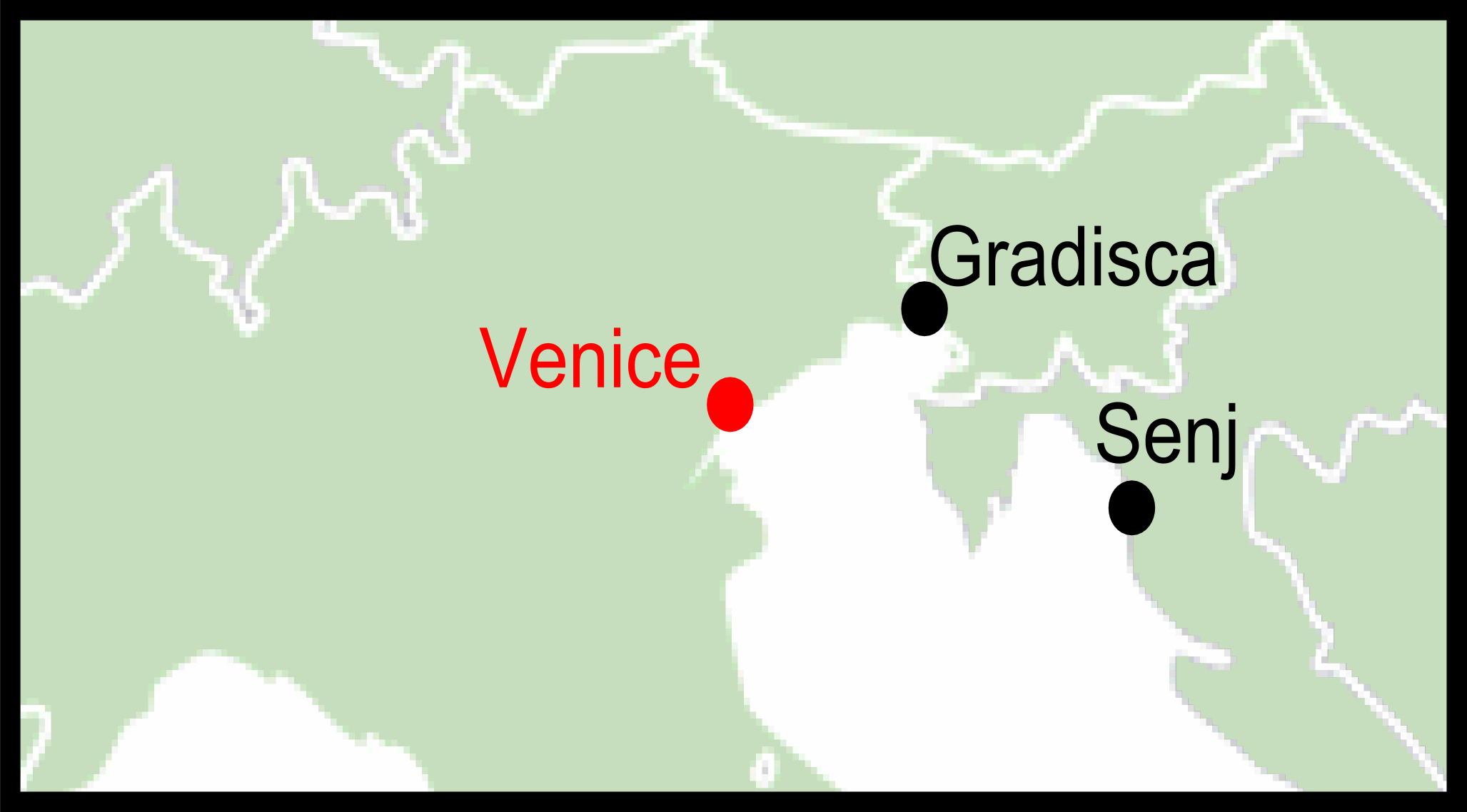
De ligging van de voornaamste steden in de Istrische of Uskokoorlog.

Bij het overlijden van zijn grootvader graaf Johan VI ‘de Oude’ van Nassau-Siegen op 8 oktober 1606 werd deze opgevolgd door Johan Ernsts vader Johan ‘de Middelste’ en diens broers Willem Lodewijk, George, Ernst Casimir en Johan Lodewijk. Op 30 maart 1607 deelden deze broers hun bezittingen, waarbij Johan ‘de Middelste’ Siegen, Freudenberg, Netphen, Hilchenbach, Ferndorf en het Haingericht verkreeg. Ook sloten de broers toen een erfverdrag. Bij deze overeenkomst werd het de erfgenamen van de broers uitdrukkelijk verboden over te gaan naar een ander geloof dan de gereformeerde belijdenis. Sinds de verdeling had Johan ‘de Middelste’ zijn residentie op Slot Siegen, dat rond die tijd door hem vernieuwd werd. Omdat het graafschap Nassau-Siegen zo’n klein land was (het had ongeveer 9.000 inwoners en bracht jaarlijks ongeveer 13.000 gulden op) besloot Johan ‘de Middelste’ dat het graafschap niet opnieuw verdeeld moest worden. Om dat te voorkomen maakte hij op 8 april 1607 een testament, waarin stond dat alleen de oudste zoon zou regeren, en de andere kinderen met geld of ambten moesten worden gecompenseerd. Zo werd Johan Ernst erfgraaf van Nassau-Siegen. Met zijn vader, zijn broer Johan ‘de Jongere’ en zijn oom George van Nassau-Beilstein was Johan Ernst in 1612 aanwezig bij de kroning van rooms-koning Matthias in Frankfurt.

### In Venetiaanse dienst
Het sluiten van het Twaalfjarig Bestand en het einde van de Gulik-Kleefse Successieoorlog benamen Johan Ernst de gelegenheid zich verder te onderscheiden. In 1616 vroeg de Republiek Venetië onder doge Giovanni Bembo hulp aan de Staten-Generaal in haar strijd met aartshertog Ferdinand van Binnen-Oostenrijk over de grenzen van Istrië en Friuli en de bescherming die Ferdinand verleende aan de Uskokken, beruchte zeerovers in de Adriatische Zee. Het verzoek betrof voetvolk en ruiterij. Johan Ernst verkreeg in een resolutie van 3 oktober 1616 toestemming van de Staten-Generaal om met een regiment voetvolk in dienst van de Republiek Venetië te treden. De toestemmig betrof een verlof van een jaar uit Staatse dienst om het bevel over 3000 man op zich te kunnen nemen.
Op 2 maart 1617 verliet Johan Ernst aan het hoofd van zijn soldaten de rede van Texel en kwam, na een voorspoedige tocht, op 4 april in Venetië aan. Daar werd Johan Ernst met blijdschap ontvangen. De doge van Venetië had hem tevoren reeds de rang en titel van Generaal der Hollanders of van het Hollands Krijgsvolk verleend.
Johan Ernst arriveerde met zijn troepen bij Gradisca, een kleine doch sterke Oostenrijkse stad in het graafschap Görz, aan de rivier Isonzo, die reeds geruime tijd tevergeefs door de Venetianen werd belegerd. Aanvankelijk werden twee vijandelijke schansen door de Nederlanders veroverd, maar toen Johan Ernst gebruik wilde maken van de schrik van de belegerden, werd hem dat door de bevelhebber van de Venetianen verhinderd. Johan Ernst bleef met zijn troepen voor Gradisca, en ongetwijfeld was die stad bezweken, indien niet kort tevoren de vrede getekend was. Johan Ernst beleefde het sluiten van de vrede niet; hij overleed kort ervoor in Udine aan dysenterie. Het hulpleger van Johan Ernst en ook de troepen van enkele andere Nederlandse aanvoerders slonken in enkele jaren weg. De leiders waren in conflicten betrokken geraakt of stierven. In de jaren 1619 en 1620 keerden velen van de overlevenden naar het vaderland terug.

### Overlijden, begrafenis en herbegrafenis
Johan Ernst overleed in de nacht van 16/17 september 1617Jul. in Udine. Zijn lichaam werd gebalsemd, en in een koets naar Venetië gebracht. Van daaruit werd zijn lichaam op kosten van de Republiek Venetië overgebracht naar Siegen, waar het op 19 april 1618 onder het koor van de Nicolaaskerk werd bijgezet. Daar had zijn vader Johan ‘de Middelste’ voor de door hem gestichte dynastie de bouw van een waardige begraafplaats gepland. Hiervoor bestaan opmerkelijke aantekeningen in het Latijn, deels in elegische verzen, voor een geprojecteerd gedenkteken en begraafplaats van de landsheerlijke familie uit de tijd rond 1620 met de naamgeving van alle 25 kinderen uit zijn twee huwelijken, met ook details over geboorte, huwelijk en overlijden van zijn familieleden. Aangezien het project niet werd uitgevoerd, vonden de begrafenissen van de leden van de familie tussen 1607 en 1658 plaats in de ontoereikende grafkelder onder het koor van de genoemde parochiekerk. Johan Ernst werd op 29 april 1690 herbegraven in de Fürstengruft in Siegen.

## Voorouders
| Voorouders van Johan Ernst van Nassau-Siegen | Voorouders van Johan Ernst van Nassau-Siegen                                                              | Voorouders van Johan Ernst van Nassau-Siegen                                                              | Voorouders van Johan Ernst van Nassau-Siegen                                                              | Voorouders van Johan Ernst van Nassau-Siegen                                                              | Voorouders van Johan Ernst van Nassau-Siegen                                                              | Voorouders van Johan Ernst van Nassau-Siegen                                                              | Voorouders van Johan Ernst van Nassau-Siegen                                                               | Voorouders van Johan Ernst van Nassau-Siegen                                                               |
| -------------------------------------------- | --- | --- | --- | --- | --- | --- | --- | --- |
| Betovergrootouders                           | Johan V van Nassau-Siegen (1455–1516) ⚭ 1482 Elisabeth van Hessen-Marburg (1466–1523)                     | Botho III van Stolberg-Wernigerode (1467–1538) ⚭ 1500 Anna van Eppstein-Königstein (1481–1538)            | Johan IV van Leuchtenberg (1470–1531) ⚭ 1502 Margaretha van Schwarzburg-Blankenburg (1482–1518)           | Frederik V ‘de Oudere’ van Brandenburg-Ansbach (1460–1536) ⚭ 1479 Sofia van Polen (1464–1512)             | Filips I van Waldeck-Waldeck (1445–1475) ⚭ 1464 Johanna van Nassau-Siegen (1444–1468)                     | Willem van Runkel (?–1489) ⚭ 1454 Irmgard van Rollingen (?–1514)                                          | Gerlach II van Isenburg-Grenzau (?–1500) ⚭ 1455 Hildegard van Sierck (?–1490)                              | Hendrik van Hunolstein-Neumagen (?–1486) ⚭ 1466 Elisabeth van Boulay (?–1507)                              |
| Overgrootouders                              | Willem I ‘de Rijke’ van Nassau-Siegen (1487–1559) ⚭ 1531 Juliana van Stolberg-Wernigerode (1506–1580)     | Willem I ‘de Rijke’ van Nassau-Siegen (1487–1559) ⚭ 1531 Juliana van Stolberg-Wernigerode (1506–1580)     | George III van Leuchtenberg (1502–1555) ⚭ 1528 Barbara van Brandenburg-Ansbach (1495–1552)                | George III van Leuchtenberg (1502–1555) ⚭ 1528 Barbara van Brandenburg-Ansbach (1495–1552)                | Hendrik VIII van Waldeck-Wildungen (1465–1513) ⚭ vóór 1492 Anastasia van Runkel (?–1502/03)               | Hendrik VIII van Waldeck-Wildungen (1465–1513) ⚭ vóór 1492 Anastasia van Runkel (?–1502/03)               | Salentijn VII van Isenburg-Grenzau (vóór 1470–1534) ⚭ Elisabeth van Hunolstein-Neumagen (ca. 1475–1536/38) | Salentijn VII van Isenburg-Grenzau (vóór 1470–1534) ⚭ Elisabeth van Hunolstein-Neumagen (ca. 1475–1536/38) |
| Grootouders                                  | Johan VI ‘de Oude’ van Nassau-Siegen (1536–1606) ⚭ 1559 Elisabeth van Leuchtenberg (1537–1579)            | Johan VI ‘de Oude’ van Nassau-Siegen (1536–1606) ⚭ 1559 Elisabeth van Leuchtenberg (1537–1579)            | Johan VI ‘de Oude’ van Nassau-Siegen (1536–1606) ⚭ 1559 Elisabeth van Leuchtenberg (1537–1579)            | Johan VI ‘de Oude’ van Nassau-Siegen (1536–1606) ⚭ 1559 Elisabeth van Leuchtenberg (1537–1579)            | Filips IV van Waldeck-Wildungen (1493–1574) ⚭ 1554 Jutta van Isenburg-Grenzau (?–1564)                    | Filips IV van Waldeck-Wildungen (1493–1574) ⚭ 1554 Jutta van Isenburg-Grenzau (?–1564)                    | Filips IV van Waldeck-Wildungen (1493–1574) ⚭ 1554 Jutta van Isenburg-Grenzau (?–1564)                     | Filips IV van Waldeck-Wildungen (1493–1574) ⚭ 1554 Jutta van Isenburg-Grenzau (?–1564)                     |
| Ouders                                       | Johan VII ‘de Middelste’ van Nassau-Siegen (1561–1623) ⚭ 1581 Magdalena van Waldeck-Wildungen (1558–1599) | Johan VII ‘de Middelste’ van Nassau-Siegen (1561–1623) ⚭ 1581 Magdalena van Waldeck-Wildungen (1558–1599) | Johan VII ‘de Middelste’ van Nassau-Siegen (1561–1623) ⚭ 1581 Magdalena van Waldeck-Wildungen (1558–1599) | Johan VII ‘de Middelste’ van Nassau-Siegen (1561–1623) ⚭ 1581 Magdalena van Waldeck-Wildungen (1558–1599) | Johan VII ‘de Middelste’ van Nassau-Siegen (1561–1623) ⚭ 1581 Magdalena van Waldeck-Wildungen (1558–1599) | Johan VII ‘de Middelste’ van Nassau-Siegen (1561–1623) ⚭ 1581 Magdalena van Waldeck-Wildungen (1558–1599) | Johan VII ‘de Middelste’ van Nassau-Siegen (1561–1623) ⚭ 1581 Magdalena van Waldeck-Wildungen (1558–1599)  | Johan VII ‘de Middelste’ van Nassau-Siegen (1561–1623) ⚭ 1581 Magdalena van Waldeck-Wildungen (1558–1599)  |